# Przykopka (przystanek kolejowy)
Przykopka – nieczynny przystanek osobowy w Przykopce, w województwie warmińsko-mazurskim, w Polsce. Znajduje się tu 1 peron. Ruch pociągów pasażerskich zawieszono 31 grudnia 2012 roku.